# Tenente per ordini superiori
Tenente per ordini superiori (Leutnant auf Befehl) è un cortometraggio muto del 1916 scritto e diretto da Danny Kaden. Prodotto da Paul Davidson, ha come interpreti Harry Liedtke, Ernst Lubitsch e Ossi Oswalda.

## Produzione
Il film fu prodotto dalla Projektions-AG Union (PAGU).

## Distribuzione
Uscì nelle sale cinematografiche tedesche nel settembre 1916.